# Роялтон (Вермонт)
Роялтон (англ. Royalton) — місто (англ. town) в США, в окрузі Віндзор штату Вермонт. Населення — 2750 осіб (2020).

## Демографія
Згідно з переписом 2010 року, у місті мешкали 2773 особи в 1288 домогосподарствах у складі 666 родин. Було 1471 помешкання
Расовий склад населення:
| - 95,4 % — білих - 1,2 % — азіатів - 0,9 % — чорних або афроамериканців - 0,4 % — корінних американців - 0,1 % — вихідців з тихоокеанських островів |

До двох чи більше рас належало 1,7 %. Частка іспаномовних становила 1,5 % від усіх жителів.
За віковим діапазоном населення розподілялося таким чином: 17,5 % — особи молодші 18 років, 70,8 % — особи у віці 18—64 років, 11,7 % — особи у віці 65 років та старші. Медіана віку мешканця становила 36,0 року. На 100 осіб жіночої статі у місті припадало 100,4 чоловіків;  на 100 жінок у віці від 18 років та старших — 98,0 чоловіків також старших 18 років.
Середній дохід на одне домашнє господарство  становив 52 215 доларів США (медіана — 48 011), а середній дохід на одну сім'ю — 66 213 долари (медіана — 60 278). Медіана доходів становила 43 380 доларів для чоловіків та 42 813 долари для жінок. За межею бідності перебувало 18,4 % осіб, у тому числі 25,5 % дітей у віці до 18 років та 4,9 % осіб у віці 65 років та старших.
Цивільне працевлаштоване населення становило 1381 особа. Основні галузі зайнятості: освіта, охорона здоров'я та соціальна допомога — 36,3 %, будівництво — 13,0 %, роздрібна торгівля — 12,0 %.